# Virus difettivi
I virus difettivi sono virus che necessitano di un helper (di solito un altro tipo di virus) per la replicazione virale, in quanto mancanti di elementi genetici importanti.
Un esempio è l'HDV, virus dell'epatite D, in grado di espletare il proprio potenziale patologico solo in caso di compresente infezione da parte di virus dell'epatite B. In tale ambito il virione difettivo ha il vantaggio di avere un genoma più piccolo e meno complesso e può perciò essere avvantaggiato nella replicazione.
Diversi oncovirus sono difettivi. Si originano nelle cellule di animali superiori quando durante la replicazione virale alcuni geni virali vengono rimpiazzati da oncogeni animali. Un esempio sono i generi Alpharetrovirus e Gammaretrovirus. Tale comportamento ha fornito il modello per lo sviluppo dei "vettori retrovirali".